# Eumenodora
Eumenodora là một chi bướm đêm thuộc họ Cosmopterigidae.